# 피어 더 워킹 데드
《피어 더 워킹 데드》(영어: Fear the Walking Dead)는 2015년 8월 23일부터 현재까지 AMC에서 방영중인 드라마이다. 《워킹 데드》의 스핀오프 작품이다.